# Annie Tollenaar-Ermeling
Annie Tollenaar-Ermeling (* 1. Juli 1865 in Gresik, Java, Niederländisch-Indien; † 9. August 1932 in Den Haag) war eine niederländische Bildhauerin, Zeichnerin, Grafikerin und Lithografin.

## Leben

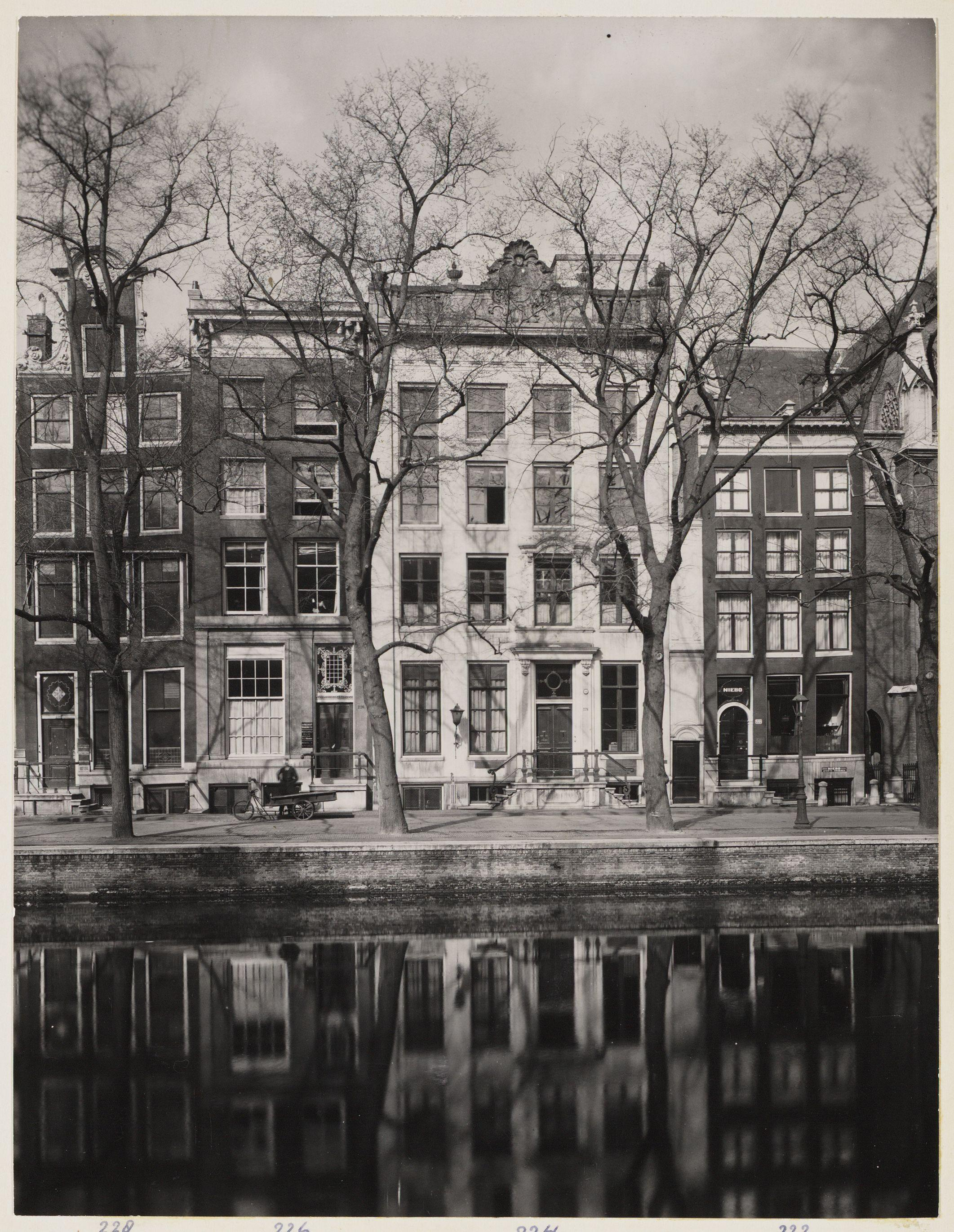
Keizersgracht 226
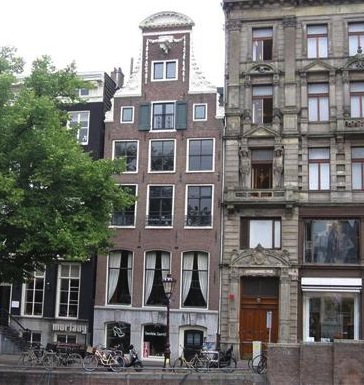
Keizersgracht 453

Annie Tollenaar-Ermeling wurde 1865 in Niederländisch-Indien (das heutige Indonesien) geboren. Ihre Familie kehrte aber in die Niederlande zurück, als sie noch ein Kind war. Sie lebte in verschiedenen Wohnungen in Amsterdam. Von April 1870 bis Mai 1878 wohnte sie in der Keizersgracht 226 und bis April 1882 in der Keizersgracht 453, von April 1882 bis Mai 1885 schließlich in der Tesselschadestraat 11. In Amsterdam studierte sie ab 1881 an der Rijksakademie van beeldende kunsten, unter anderem bei dem Bildhauer Bart van Hove (1850–1914).
Im Jahr 1902 lebte und arbeitete Annie Tollenaar-Ermeling künstlerisch in Ubbergen, kehrte 1902/03 kurzfristig nach Amsterdam zurück, bevor sie 1903 bis 1905 in Paris verbrachte und von Marius Jean Antonin Mercié (1845–1916) unterrichtet wurde. Zwischen 1905 und 1907 besuchte sie die Dagteeken- en Kunstambachtsschool voor Meisjes in Amsterdam und wohnte zwischenzeitlich auch in Brüssel. Dort hatte sie Unterricht bei Charles van der Stappen (1843–1910).
Im Mai 1918 ging Annie Tollenaar-Ermeling nach Den Haag, wo sie mehrfach innerhalb der Stadt umzog. Bis Januar 1921 lebte sie in der Laan van Meerdervoort 16, bis Dezember 1921 im Parkweg 4, dann bis Juni 1930 im Statenlaan 97 und bis April 1932 in der Sweelinkstraat 35. Von dort zog sie noch einmal um in den Frankenslag, wo sie bis zu ihrem Tod im September 1932 wohnte. Sie war mit D. Tollenaar verheiratet.

## Werk
Annie Tollenaar-Ermeling schuf vor allem  Porträts, die sie meist als Büsten ausführte, und Lithografien. Sie beteiligte sich regelmäßig an Ausstellungen, bei denen einige ihrer Werke ausgezeichnet wurden und war Mitglied von Arti et Amicitiae in Amsterdam und der Société des Artistes Français.
Annie Tollenaar-Ermeling fertigte Lithografien auch im Auftrag. Für die Ausstellung De Vrouw 1813–1913 entwarf sie eine Werbung für das Festprogramm der Ausstellung, ebenso wie den Umschlag des Programmhefts zur Aufführung von Beethovens „Missa solemnis“ im März 1914 im Concertgebouw in Amsterdam, oder den Buchumschlag für eine Ausgabe von Gustav Mahlers Symphonie Nr. 8. Unter ihren Büsten befindet sich auch die des Malers Gerrit van Gorkom. Sie schuf das Werk, das heute im Garten des Rode Hoed in der Amsterdamer Keizersgracht 102 steht, um 1906. Eine Büste des Botanikers Melchior Treub fertigte sie um oder vor 1916 in Paris. Sie war für den Botanischen Garten von Bogor auf Java bestimmt.

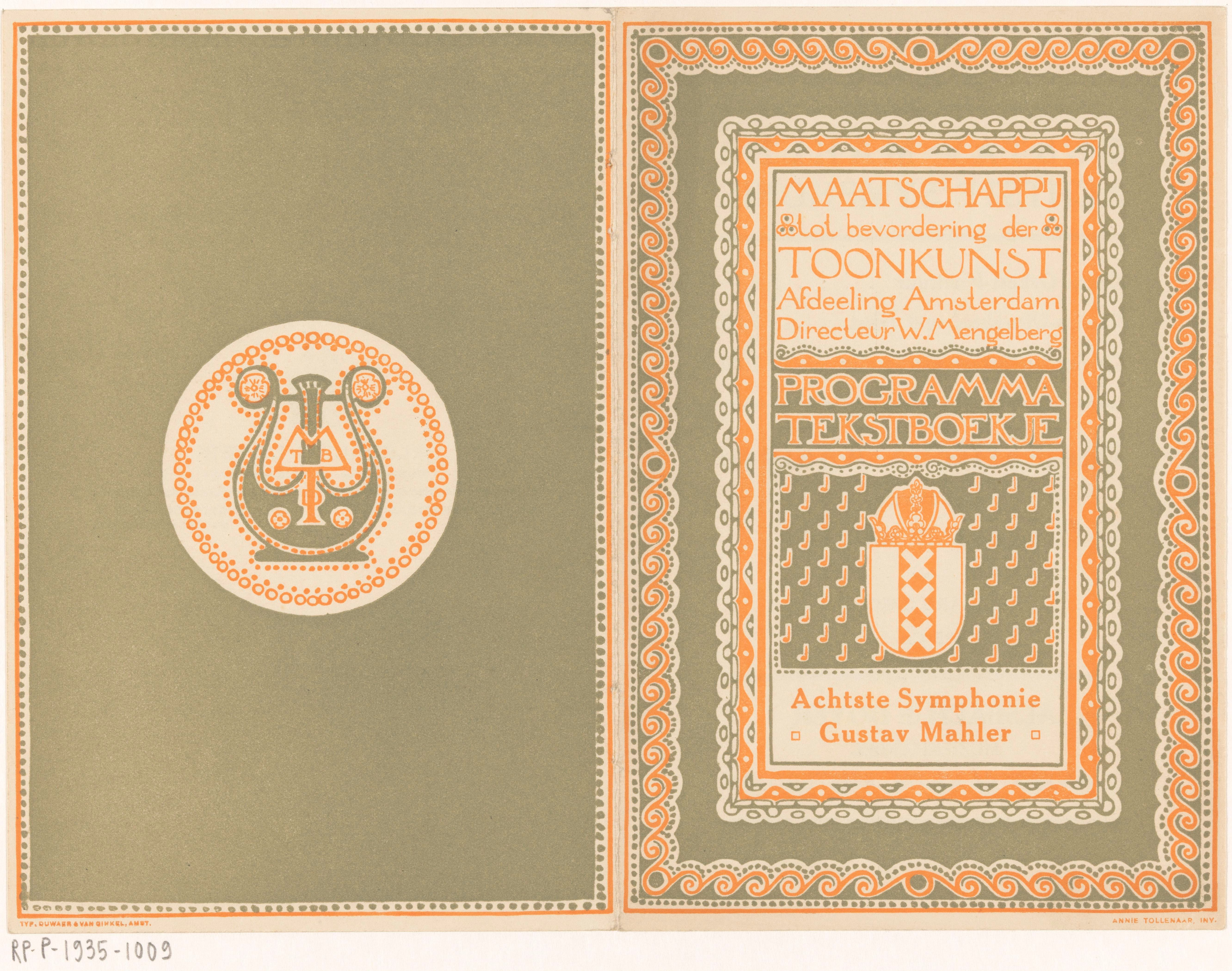
Symfonie Nr. 8 (Mahler)
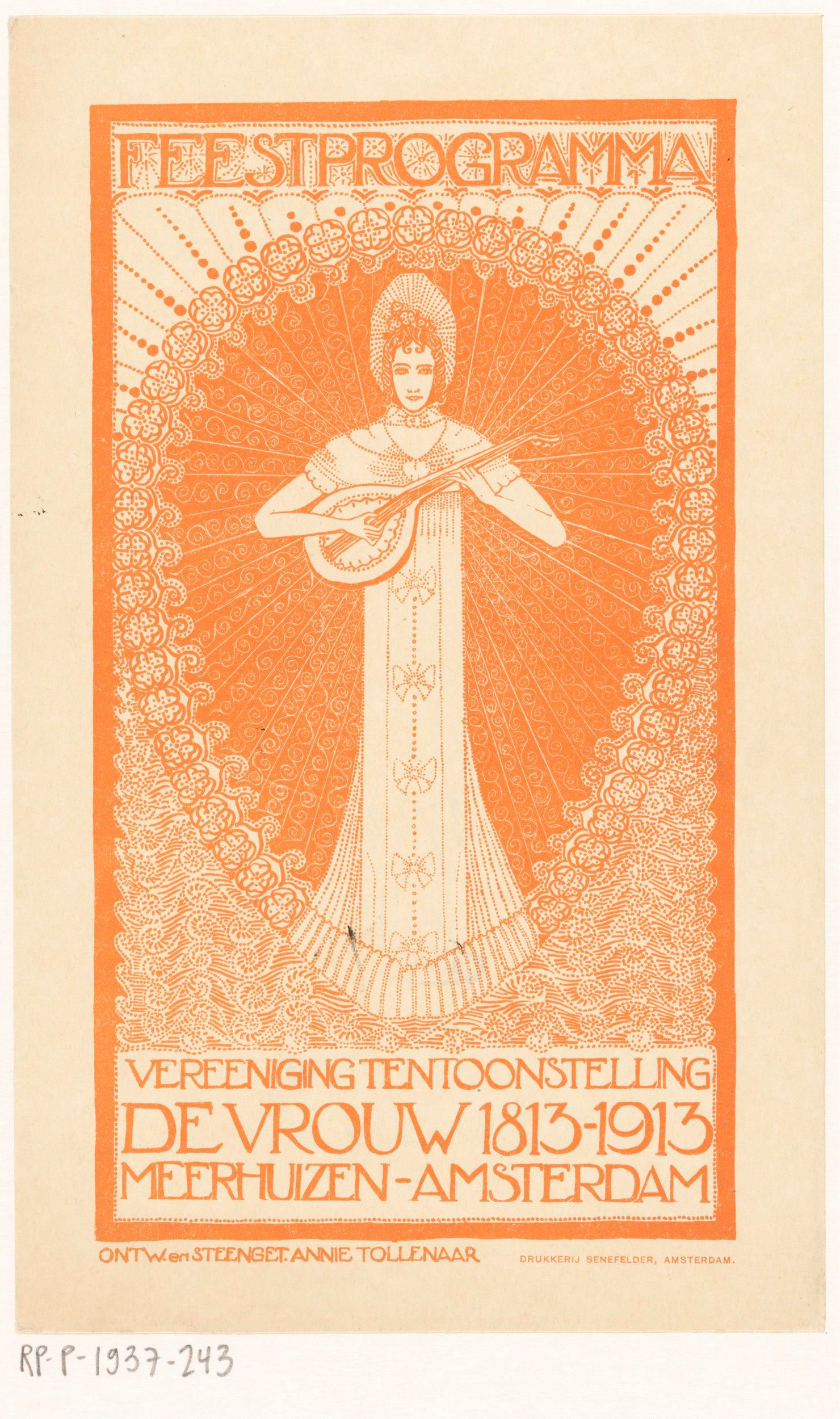
Entwurf zur Ausstellung De vrouw, 1913
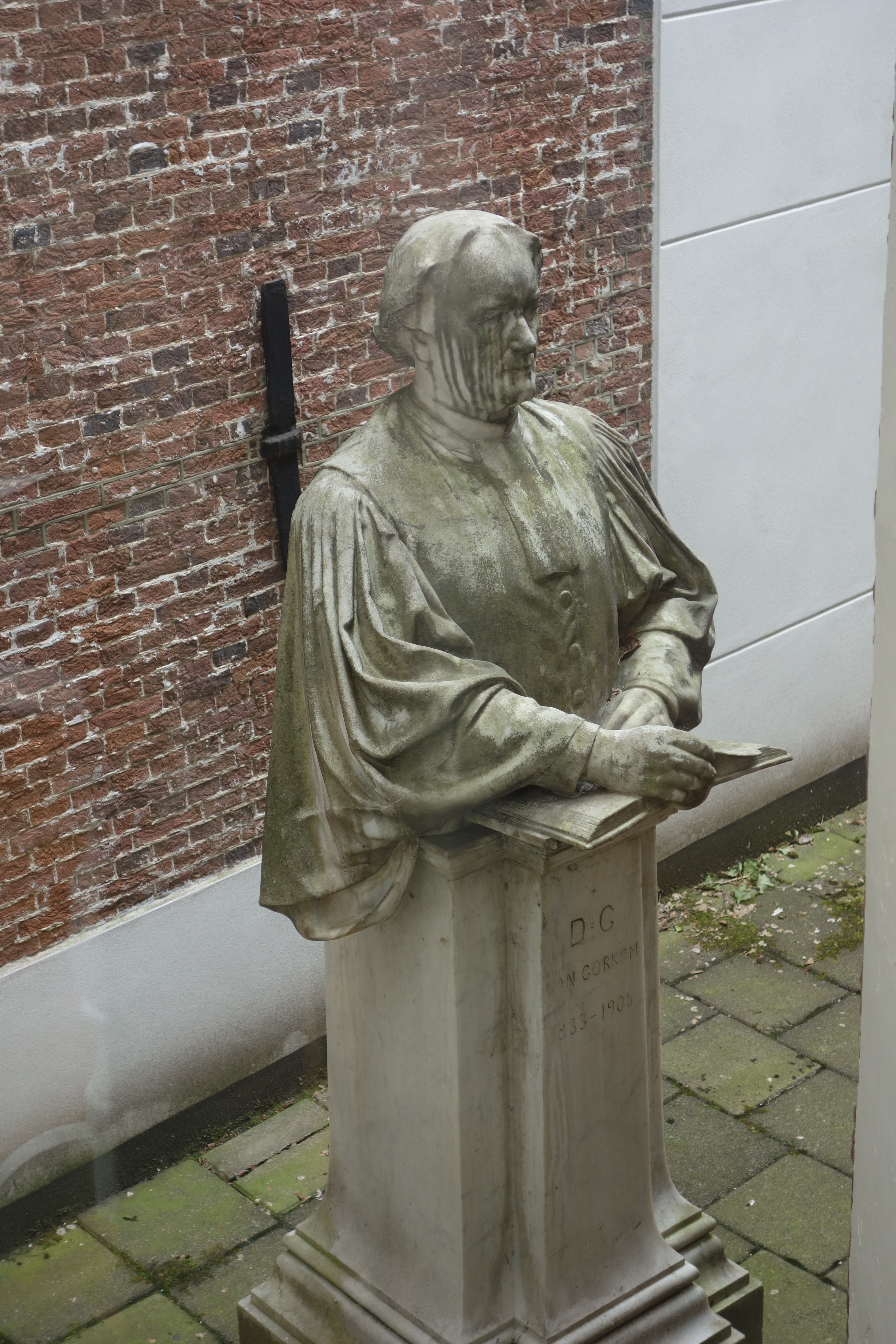
Porträtbüste Gerrit van Gorkom
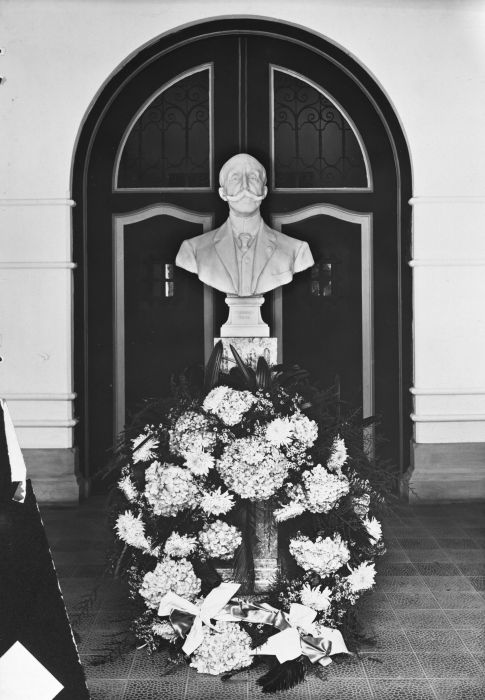
Porträtbüste Melchior Treub

## Ausstellungen und Auszeichnungen (Auswahl)
- 1904 bis 1911: Teilnahme an den Ausstellungen des Salon des Artistes français
- 1910: Weltausstellung Brüssel 1910, Gewinn einer Silbermedaille.
- 1907: Stedelijke tentoonstelling van kunstwerken van levende meesters. Stedelijk Museum, Amsterdam
- 1904: Salon de Paris, Verleihung einer Medaille 3. Klasse. Tollenaar war die erste Frau, die den Prix de Paris gewann.
- 1903: Tentoonstelling van kunstwerken van levende meesters. Stedelijk Museum, Amsterdam[1][4]